# フューネリス・ノクターナム
フューネリス・ノクターナム (Funeris Nocturnum)は、フィンランドのブラックメタルバンド。

## 略歴
フィンランド中部の街ユヴァスキュラで、1998年秋、Torment (トーメント、Vo)とGrimort (グリモート、G)で結成。メンバーを集め始め、同年中にJoni (ヨニ、Ds)が加入。しかし、翌年には早くもJoniは脱退してしまう。この他にもメンバーの加入脱退が短期間に行われ、メンバー固定が中々できないでいた。1999年春にHorgath (ホルガス、B)が加入し、メンバーの入れ替わりが落ち着き始める。その数か月後、Ruho (ルーホ、Key・Syn)とDraco (ドラコ、Ds)が加入、バンド体制が整う。1999年9月3日にデモテープ『Slay and Burn』をレコーディング。このデモテープには、セッションギタリストのJuha (ユハ、Lead G)が参加している。レコーディングは、フィンランドのウォーターキャッスル・スタジオでアルットゥ・サルヴァンネが手がけている。これ以降、全アルバムのレコーディングとミキシングはアルットゥ・サルヴァンネが担当している。また、デモテープのマスタリングは、フィンヴォックス・スタジオのミカ・ユッシーラが手がけている。デモテープのレコーディング後、地元で初めてのライヴを行うことになる。そのため、二人目のギタリストとして、アルガザンスのVeilroth (ヴェイルロス、G)がバンドに参加していたが、アルガザンスとの両立が難しく、時間的な問題から正式メンバーとならず、ライヴ前に脱退している。その後、ライヴ数週間前になって、Nergal (ナーガル、G)が加入、ライヴをこなした。デモテープ『Slay and Burn』がきっかけとなり、フィンランド・ヴァーサのインディーズレコードレーベル、ウッドカット・レコードと1999年末から2000年初頭の間に契約を交わす。2000年2月に1stアルバムレコーディングのためにスタジオに入り、同年春に1stアルバム『Pure Satanic Blasphemy』をリリースしデビューする。同アルバムは、日本ではサウンドホリックのHIDDEN MANIACS SERIES第3弾として、輸入盤に帯・ライナーノーツが追加された形式で日本盤がリリースされた。同アルバムの日本盤は500枚限定出荷であった。
1stアルバムリリース後、オリジナルメンバーのGrimortが脱退。脱退後、Grimortはアルガザンスに断続的に参加し、2006年に正式に加入している。また、Grimortは脱退後もフューネリス・ノクターナムのウェブページの管理人をしていた。Grimortの脱退を受けて、Sin'equamnon (シン、G)が加入。翌2001年2月に、2ndアルバムのレコーディングに入り、同年夏に2ndアルバム『From the Aspect of Darkly Illuminated』をリリース。日本では、サウンドホリックから邦題『聖なる復讐』として日本盤がリリースされた。同アルバムから、NergalがImpresouvenairMort-nergalとクレジットされるようになった。更に、同年末にはデモテープ『Slay and Burn』がボーナス・トラックを追加して再発された。ボーナス・トラックは、2ndアルバムのレコーディング時に同時にレコーディングされたものである。このボーナストラックでは、Ruhoがギターを担当したり、Tormentがドラムスを担当するなどバンドラインナップが通常とは異なっている。曲によっては、トリプルギター編成でレコーディングされているものもある。また、Dracoはボーナストラックには全曲不参加で、一部楽曲にアルガザンスのメンバーがセッションで参加している。
この頃にはバンド活動は順調だったようで、2002年になってすぐに3rdアルバムレコーディングのためにスタジオ入りする。同アルバムレコーディング後、Dracoが脱退。リリースまでの間に、TMON (ティーモン、Ds)が加入している。同年中に、3rdアルバム『Code 666: Religion Syndrome Deceased』をリリース。日本では引き続きサウンドホリックから邦題『コード666-呪怨の暗号-』として日本盤がリリースされた。また、このアルバムからTormentがTrmnt.xesとクレジットされるようになった。
この後、活動はスローダウンしてしまう。1年ほど音沙汰が無く、2004年には、Trmnt.xes、Ruhoが脱退。4thアルバムのレコーディングが始まったという情報もあったが、同年中に解散した。
解散後、解散時のメンバーからImpresouvenairMort-nergalを除いた3人にボーカリストを加えて、アタカマ(Atakhama）というデスメタルバンドが結成され、ウッドカット・レコードから1stアルバム『Existence Indifferent』をリリースしデビューしている。ちなみに、後にImpresouvenairMort-nergalはAtakhamaに加入している。しかし、現在Atakhamaの活動状況は不明となっている。

## 音楽性
1stアルバムの音楽性は、ブラストビートを信条とするマーダックや初期メイヘム、インペイルド・ナザリーンと比較されるブルータルなブラックメタルであった。また、ブルータルな一方で、キーボードを導入したメロディラインにも特徴があった。1stアルバムでのDracoのドラムプレイ、特にブラストビートについては、同アルバム日本盤のライナーノーツを書いた音楽ライターの後藤信哉が、同ライナーノーツで所属レーベルであるウッドカット・レコードに本当に人間が演奏しているのか問い合わせを行ったとを述べている。
2ndアルバムになると、よりシンセサイザーを効果的に生かしつつアレンジした楽曲が増えた。曲によっては、ワルツのリズムを取り入れたり、ミドルテンポの楽曲も増えるなど、楽曲に幅が増えた。
3rdアルバムでは、2ndアルバムまでのブラックメタルの音楽性に加えて、エレクトロニック・ミュージック風の音色が加えられるなど、よりシンセサイザーの役割が大きくなり、メロディアスな楽曲が増えた。1stアルバムでは、サタニックな色が強いバンドであったが、2ndアルバム、3rdアルバムとなるごとに楽曲の幅が広がったこともあり、サタニック色は減退している。また、エクストラトラックとして、かなりテクノ色の強い曲が収録されている。

## メンバー

### 解散時のメンバー
- ImpresouvenairMort-nergal (Nergal、ナーガル、本名：シモ・ラヒカイネン (Simo Rahikainen)) - ギター

Atakhama、Soulfallenで活動。
- Sin'equamnon (シン、本名：J-V ヒンティッカ (J-V Hintikka))- ギター

マシーン・メン 、Survivors Zero、Atakhamaで活動。
- Horgath (ホルガス、本名：マッティ・ホンコネン (Matti Honkonen)) - ベース

スワロー・ザ・サン、Obscurant、Atakhamaで活動。
- TMON (ティーモン、本名：ティモ・ハッキネン(Timo Häkkinen)) - ドラムス

Kataplexia、Sotajumala、Atakhamaで活動。

### 旧メンバー
- Trmnt.xes (Torment、トーメント、本名：ミッコ・コタマキ (Mikko Kotamäki)) - ボーカル

デモテープ『Slay and Burn』再発盤のボーナストラックではドラムスも担当している。
アルガザンス、バレン・アース、エンター・マイ・サイレンス、スワロー・ザ・サン、Verivalaで活動。
- Grimort (グリモート) - ギター

アルガザンスで活動。
- Ruho (ルーホ、本名：アレクシ・ムンテル (Aleksi Munter)) - キーボード、シンセサイザー

デモテープ『Slay and Burn』再発盤のボーナストラックではギターを担当している。
スワロー・ザ・サン、Trollheim's Grottで活動。
- Joni (ヨニ) - ドラムス
- Draco (ドラコ) - ドラムス

デモテープ『Slay and Burn』再発盤のボーナストラックには不参加。

### セッションメンバー
- Juha (ユハ) - リードギター

デモテープ『Slay and Burn』に参加。
- Veilroth (ヴェイルロス) - ギター

短期間のセッションに参加。デモテープ『Slay and Burn』再発盤のボーナストラックにも参加した。
アルガザンス、Behexen、Calvariumで活動。
- Nebiros (ネビロス) - ボーカル

デモテープ『Slay and Burn』再発盤のボーナストラックに参加。
アルガザンス、Dark Days Ahead、Sotajumala、Slugathor、Unveiledで活動。
- Thasmorg (タスモルグ) - ボーカル

デモテープ『Slay and Burn』再発盤のボーナストラックに参加。
アルガザンス、Arthemesia、Obscurantで活動。

## ディスコグラフィー
アルバム
- 2000年 ピュア・サタニック・ブラスフェミー Pure Satanic Blasphemy
- 2001年 聖なる復讐 From the Aspect of Darkly Illuminated
- 2002年 コード666-呪怨の暗号- Code 666: Religion Syndrome Deceased

デモ
- 1999年 Slay and Burn

2001年にボーナス・トラックを追加して再発された。